# Liettoli
Liettoli (Łietołi in veneto) è una frazione di circa 2.000 abitanti del comune di Campolongo Maggiore, in provincia di Venezia.

## Storia
Il nome sembra avere origine dal fatto che, anticamente, nel territorio fossero presenti numerosi letti cioè canaletti o fossati; altri pensano derivi dai lecceti. La leggenda narra invece che in questi posti fosse stata sepolta la figlia di un legionario romano di nome Letula - da cui derivò poi il nome di Liettoli - e che una lapide, a ricordo di questo avvenimento, fosse stata murata nella casa dei Milani.
Liettoli comprende anche la contrada di Bosco di Sacco e, nel secolo scorso, prima della realizzazione dell'attuale Brenta, comprendeva anche Sopracornio ora legata a Bojon.
La piazza principale è intitolata al liutaio Leone Sanavia, originario di Liettoli.

## Monumenti e luoghi di interesse

### Chiesa di San Lorenzo
La chiesa di Liettoli, intitolata a San Lorenzo, della quale si ha notizia sin dal 1398, venne ristrutturata nei primi dell'Ottocento. La pala dell'altare maggiore è opera di Gabriele Caliari, figlio di Paolo Veronese.

### Villa Loredan
Nei pressi di Liettoli vi è Villa Loredan (Ca' Trolese) del XV secolo.

## Galleria d'immagini

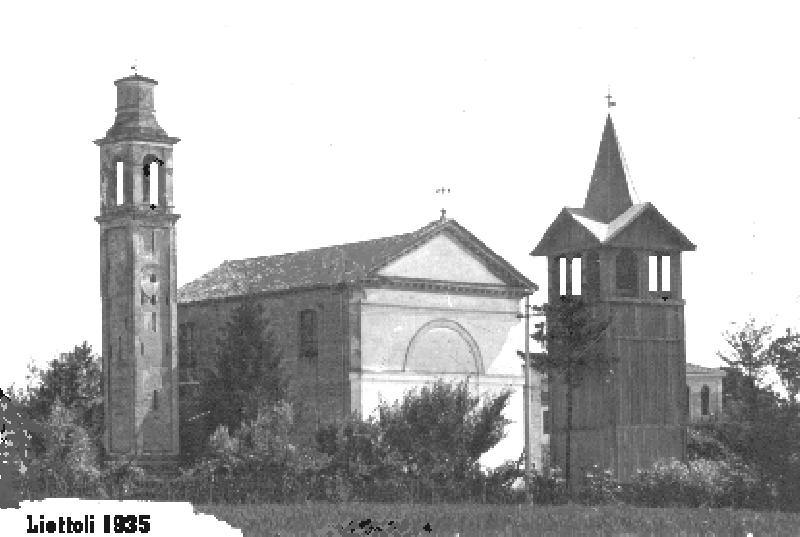
Campanile di Liettoli in legno.
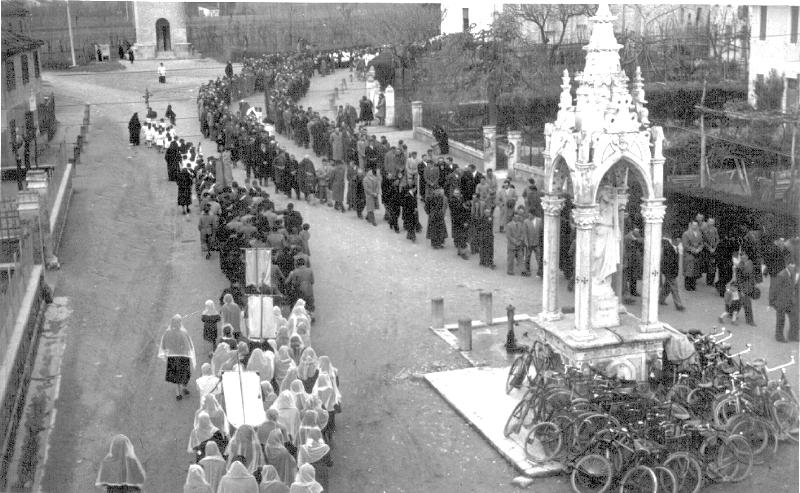
Capitello in stile gotico del 1900
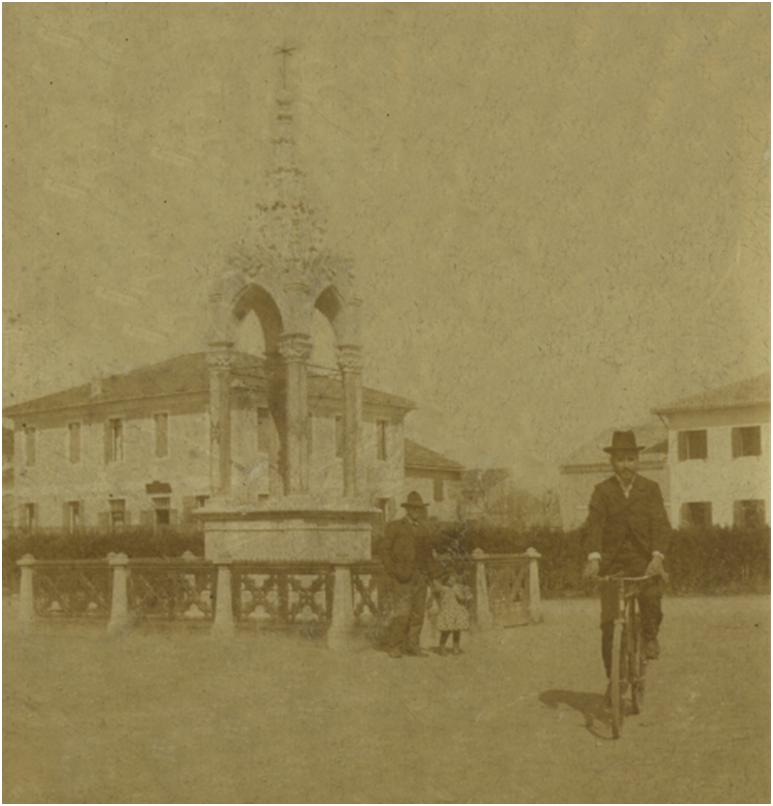
Altra immagine del capitello
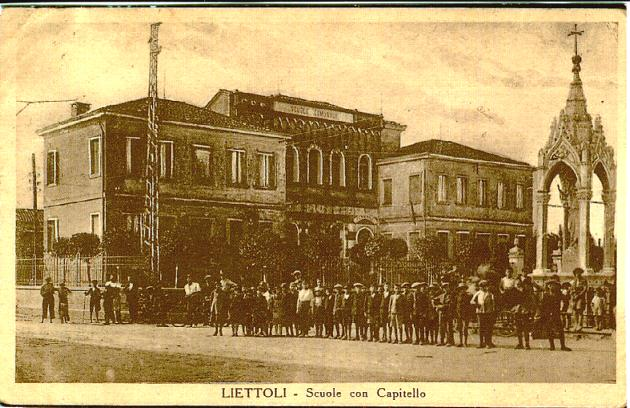
Scuole con capitello
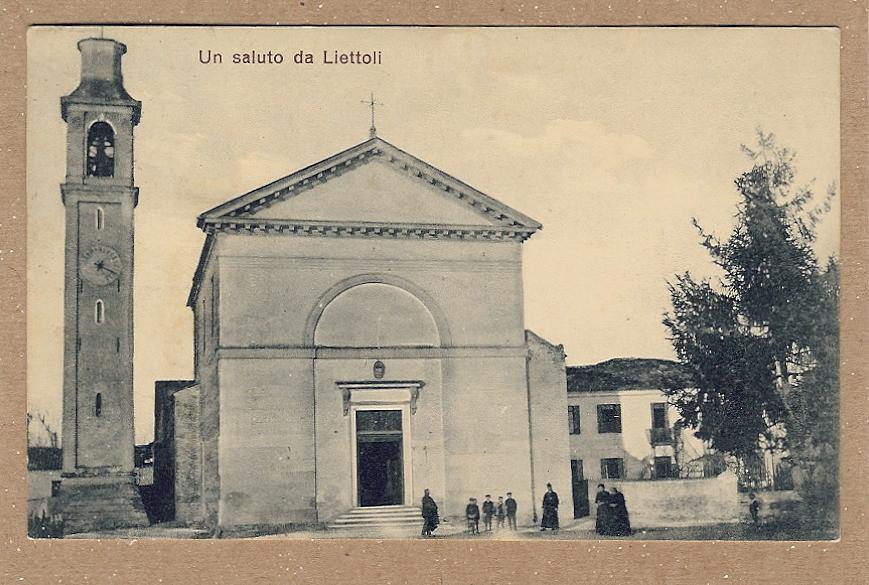
Cartolina di Liettoli
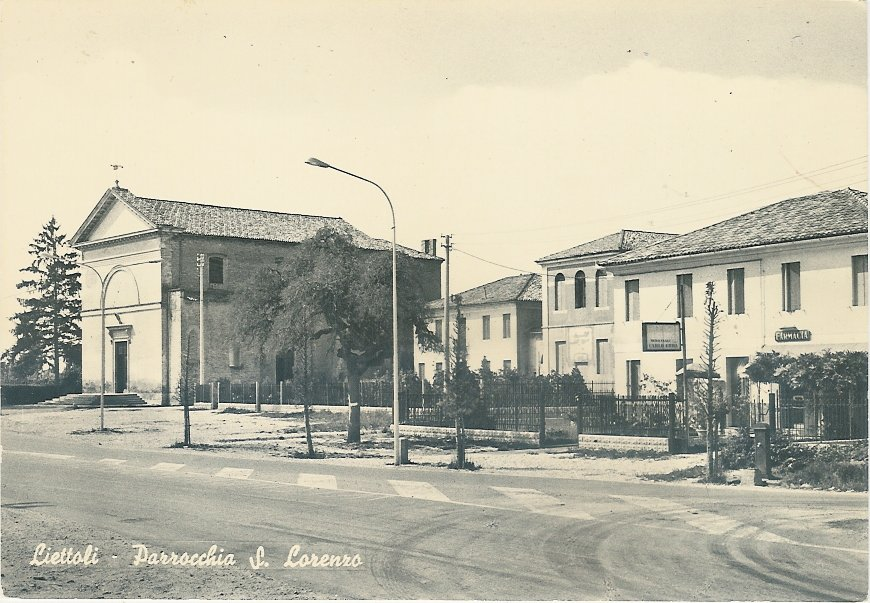
Parrocchia di S. Lorenzo
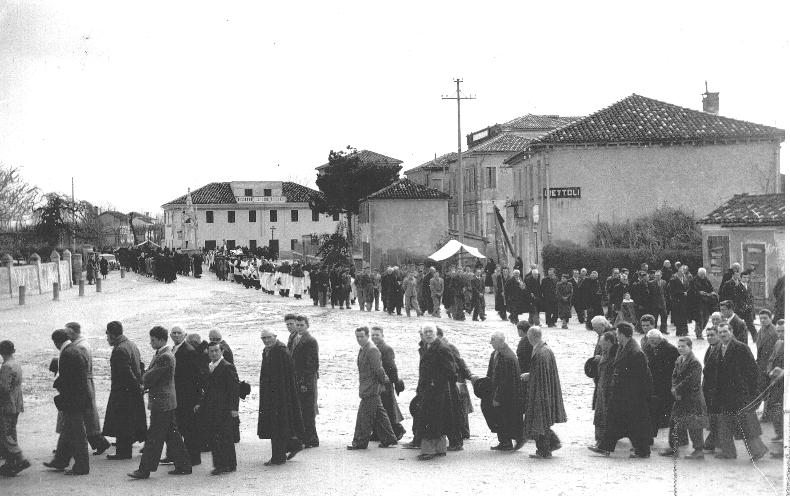
Foto durante una processione
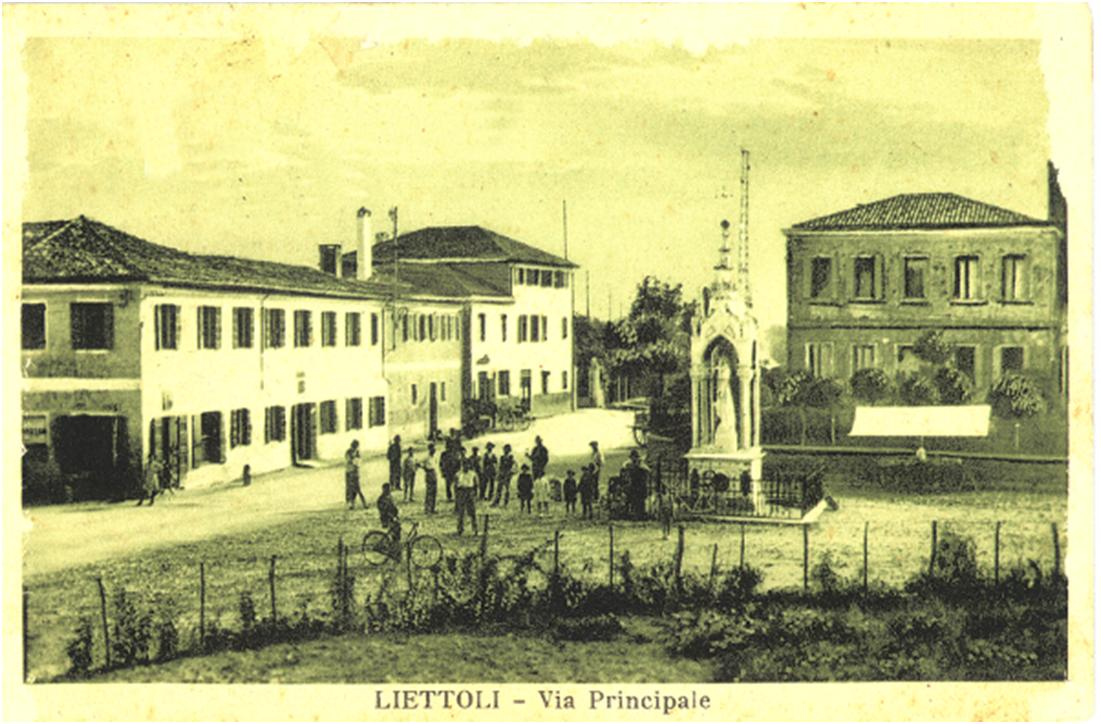
Via principale di Liettoli